# Рижов Іван Павлович
Іван Павлович Рижов (24 квітня 1890, село Ільов Нижньогородської губернії, тепер Вознесенського району Нижньогородської області, Російська Федерація — розстріляний 28 червня 1938, місто Мінськ, тепер Республіка Білорусь) — білоруський радянський профспілковий діяч, чекіст, голова Центральної ради профспілок Білоруської СРР, член Секретаріату ЦК КП(б) Білорусії. Член Бюро ЦК КП(б) Білорусі з 10 січня 1927 до 5 липня 1932 року. Член ЦВК Білоруської СРР у 1924—1925 та 1927—1932 роках, член Президії ЦВК Білоруської СРР у 1929—1932 роках. Член ВЦВК СРСР.

## Життєпис
З 1911 року працював машиністом підйомника заводу міста Сулін Донської губернії. 
Член РСДРП(б) з 1913 року.
З 1915 року — токар на Сормовському заводі Нижньогородської губернії. Активний учасник революційного руху.
З 1917 року — член виконавчого комітету Сормовської ради Нижньогородської губернії.
У 1918 році — надзвичайний комісар у Нижньогородській губернській надзвичайній комісії (ЧК) Сормово; голова Сормовської ЧК Нижньогородської губернії.
У 1919—1920 роках — голова Сормовського районного комітету РКП(б) Нижньогородської губернії.
До вересня 1920 року — голова виконавчого комітету Сормовської районної ради; голова виконавчого комітету Ардатовської повітової ради Нижньогородської губернії.
З 30 вересня до 27 листопада 1920 року і з 15 грудня 1920 до 12 серпня 1921 року — голова Нижньогородської губернської надзвичайної комісії (ЧК).
У 1921—1923 роках — завідувач організаційного відділу Московського губернського комітету РКП(б).
У травні 1923—1924 роках — відповідальний секретар Полоцького районного комітету КП(б) Білорусії.
У 1924—1925 роках — відповідальний секретар Полоцького окружного комітету КП(б) Білорусії.
У вересні 1926 — січні 1927 року — відповідальний секретар Вітебського окружного комітету КП(б) Білорусії.
10 січня 1927 — червень 1928 року — завідувач організаційно-розподільчого відділу ЦК КП(б) Білорусії.
10 січня 1927 — 11 вересня 1928 року — член Секретаріату ЦК КП(б) Білорусії.
У червні 1928 — липні 1932 року — голова Центральної ради профспілок Білоруської СРР.
12 червня 1930 — 23 січня 1932 року — член Секретаріату ЦК КП(б) Білорусії. 29 січня — 28 березня 1932 року — кандидат у члени Секретаріату ЦК КП(б) Білорусії.
У липні 1932 — 1934 року — завідувач відділу та член Президії ВЦРПС.
У 1934 — червні 1937 року — голова Східно-Сибірської крайової (обласної) ради профспілок.
У серпні 1937 року заарештований органами НКВС за звинуваченням у «контрреволюційній терористичній діяльності та участі у правотроцькістському підпіллі у Білорусії». Етапований до в'язниці НКВС у Мінську. 28 червня 1938 року Виїзною сесією Військової колегії Верховного Суду СРСР засуджений до страти, розстріляний того ж дня, похований на спецоб'єкті НКВС «Куропати» біля Мінська (за іншими даними — розстріляний в Москві та похований на Донському цвинтарі).
Посмертно реабілітовано 4 лютого 1956 року.